# 贾冰
贾冰（1980年7月29日—），辽宁沈阳人，中国大陆男演员，國家一级演员，浙江省曲艺家协会原副主席。2016年参加东方卫视《笑傲江湖》，以喜剧演员的身份正式步入大众视野。曾获得《笑声传奇》第一季、《欢乐喜剧人》第四季冠军。2018年首次登上央视春晚，2020年－2022年连续三年登上央视春晚。

## 生平
1997年12月参军，调入文工团，成为文艺兵。2005年12月从部队转业，作为曲艺人才被浙江引进，曾任浙江省曲艺团团长。

## 影视作品
电视剧
- 《寻阁传》饰老刀
- 《郝仁的美好生活》饰于彦
- 《东北风云》饰贾总
- 《一宅家族》饰司机冰冰
- 《大饭店传奇》饰沈莫仁
- 《医是医二是二》饰李逍陆
- 《狂飆》饰徐江
- 《风过留痕》饰鲍黑
- 《凡人修仙传》饰忘语
- 《欢乐英雄之少侠外传》饰陆上龙王
- 《烟花少年》饰丁国强
- 《迎风的青春》饰李大海

电影
- 《囧妈》饰列车员
- 《时间之子》配音万老板

## 链接
- 贾冰的新浪微博